# Parrilla con cifra (sellos)

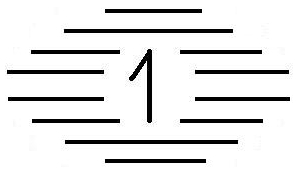
Matasellos de parrilla con cifra

En los Correos de España, el matasellos denominado parrilla con cifra, está formado por un óvalo de unas ocho líneas paralelas sin línea exterior, las líneas del centro están cortadas formando un círculo, donde va el número de la demarcación postal.

## Historia
No hay certeza de cuándo o cómo se ordenó la creación de este tipo de matasellos que, probablemente, fue creado espontáneamente por algunas administraciones, sin uniformidad. En Madrid, por ejemplo, la parrilla n.º 1 tiene como 7 o 9 variedades de cancelador, en tamaño, color (las tintas, rojo, negro, verde y azul) y disposición.
También en Madrid existe la parrilla muda, o sin cifra, que muy raras veces se ve y que conjuntamente con la n.º 1 se usó para anular los valores filatélicos.
Se tiene constancia por los documentos matasellados que hacia 1863 se utilizó en Madrid. Su uso perduró hasta 1889.
- Datos: Q6063319